# Ritterstraße (Tallinn)

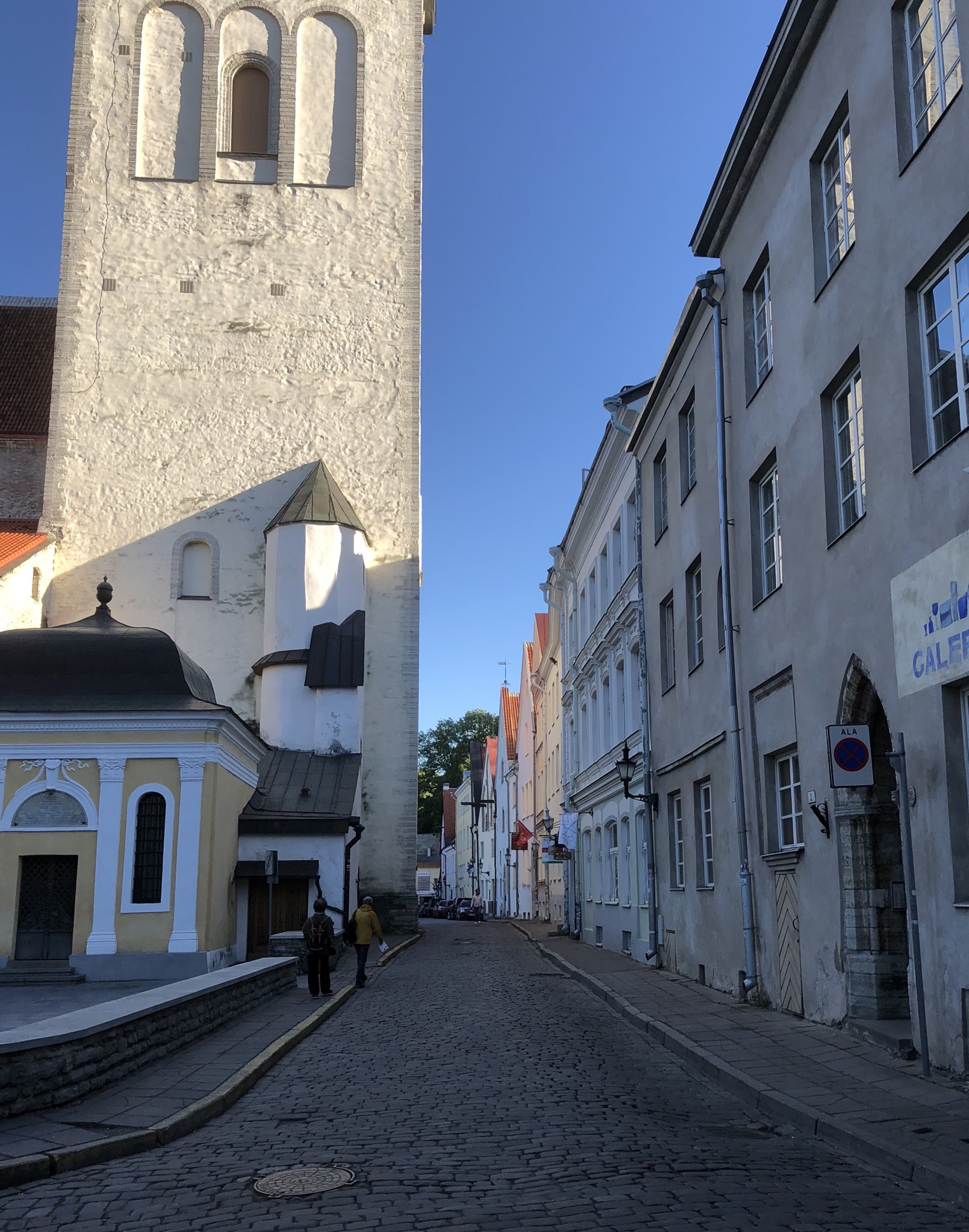
Ritterstraße, Blick von Norden, links die Nikolaikirche

Die Ritterstraße (estnisch Rüütli tänav) ist eine Straße in der estnischen Hauptstadt Tallinn (deutsch Reval).
Sie verläuft von der Kreuzung aus Raderstraße (estnisch: Rataskaevu tänav), Nikolaistraße (Niguliste tänav) und Kurzem Domberg (Lühike jalg) im Norden aus über etwa 170 Meter nach Süden. Dort biegt sie nach Osten ab und verläuft dann über weitere 100 Meter in östlicher Richtung bis zum Übergang in die Mauerstraße (Müürivahe tänav), wo eine Kreuzung mit der von Norden nach Süden verlaufenden Schmiedestraße (Harju tänav) besteht.
Am nordöstlichen Ende der Ritterstraße steht die Nikolaikirche sowie die Kelch-Linde. Im südlichen Teil steht die schwedische Michaeliskirche. Die Gebäude Ritterstraße 2, 12 und 12a gehen bis auf das 15. Jahrhundert zurück und stehen unter Denkmalschutz.
In der Ritterstraße befand sich ab dem 14. Jahrhundert eine bedeutende Gießerei, in der Waffen gefertigt, aber auch Glocken gegossen wurden.